# Oli de macadàmia

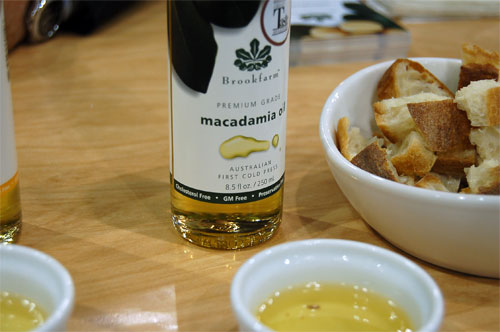
Ampolla i plat amb oli de macadàmia

L'oli de macadàmia és un oli no volàtil obtingut per premsat de les llavors de macadàmia de l'espècie Macadamia integrifolia, un arbre natiu d'Austràlia. Els seus usos són com oli comestible i en cosmètica. Té propietats emol·lients i a més fixa les fragàncies. L'oli refinat és clar amb lleugera olor de nous. El seu ús és particularment popular a Austràlia.

## Composició
Aquest oli té aproximadament un 60% d'àcid oleic, 19% d'àcid palmitoleic, 1-3% d'àcid linoleic i 1-2% d'àcid linolènic. És un oli molt estable, ja que té poc greix poliinsaturat.